# Kansas (Illinois)
Kansas és una població dels Estats Units a l'estat d'Illinois. Segons el cens del 2000 tenia 842 habitants.

## Demografia
Segons el cens del 2000, Kansas tenia 842 habitants, 340 habitatges, i 228 famílies. La densitat de població era de 315,6 habitants/km².
Dels 340 habitatges en un 32,1% hi vivien nens de menys de 18 anys, en un 52,1% hi vivien parelles casades, en un 10,6% dones solteres, i en un 32,9% no eren unitats familiars. En el 29,7% dels habitatges hi vivien persones soles el 17,1% de les quals corresponia a persones de 65 anys o més que vivien soles. El nombre mitjà de persones vivint en cada habitatge era de 2,48 i el nombre mitjà de persones que vivien en cada família era de 3,03.
Per edats la població es repartia de la següent manera: un 28% tenia menys de 18 anys, un 6,9% entre 18 i 24, un 25,1% entre 25 i 44, un 23,4% de 45 a 60 i un 16,6% 65 anys o més.
L'edat mediana era de 38 anys. Per cada 100 dones de 18 o més anys hi havia 88,8 homes.
La renda mediana per habitatge era de 27.688 $ i la renda mediana per família de 34.318 $. Els homes tenien una renda mediana de 28.942 $ mentre que les dones 19.333 $. La renda per capita de la població era de 14.590 $. Aproximadament el 12,5% de les famílies i el 15,4% de la població estaven per davall del llindar de pobresa.

## Poblacions més properes
El següent diagrama mostra les poblacions més properes.